# Zanthoxylum piperitum

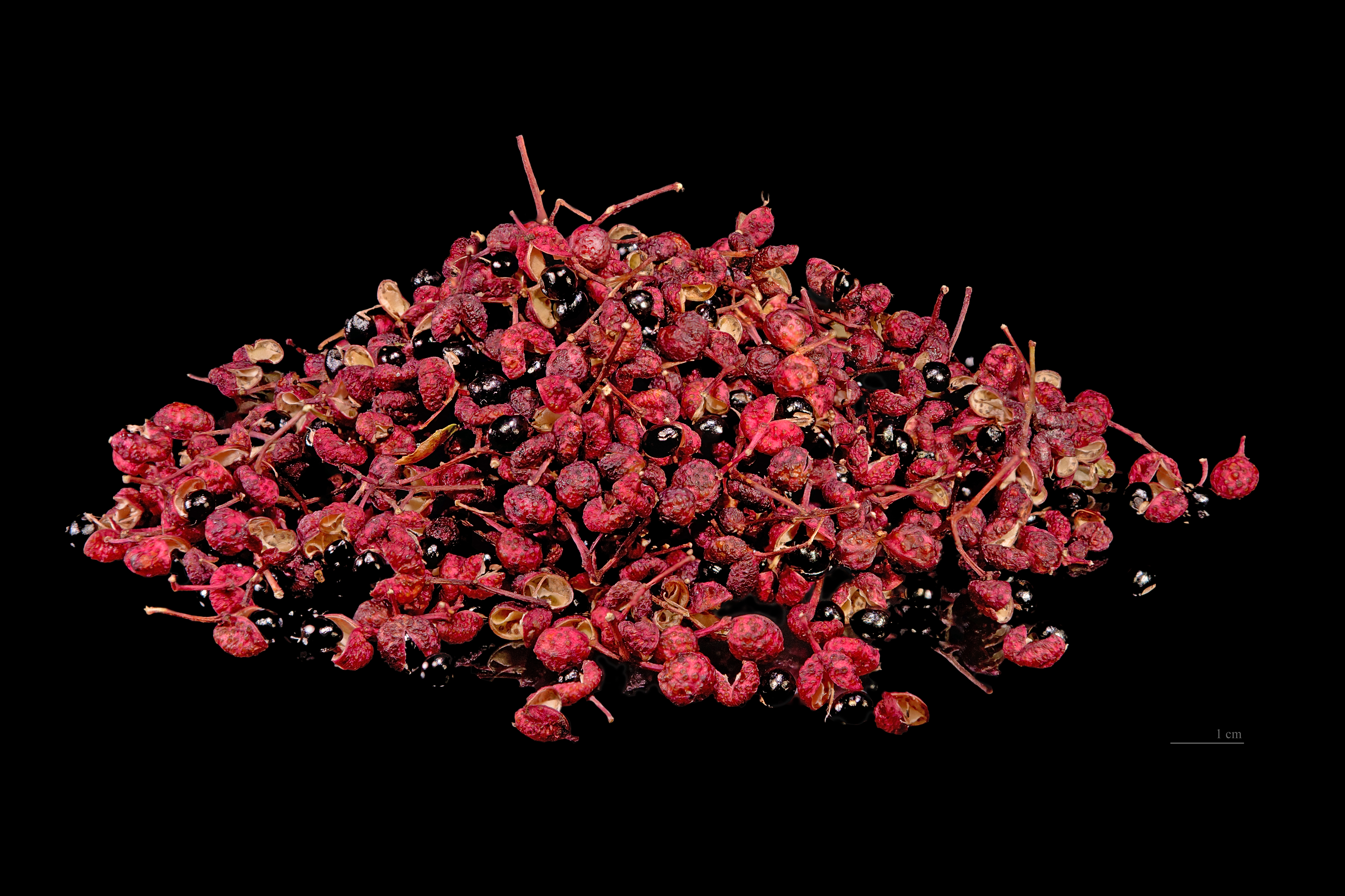
Fruit i llavors

Zanthoxylum piperitum, o Pebre japonès, en japonès: sanshō 山椒, és un arbust caducifoli o un arbret dins la família rutàcia. La seva distribució natural va de Hokkaido a Kyushu al Japó, parts del sud de Corea, i la Xina. L'espècie emparentada Z. schinifolium en japonès:イヌザンショウ pron. inuzanshō, lit., "sansho de gos") arriba fins al sud de Yakushima,
Amb altres espècies del mateix gènere es fa el pebre de Sichuan
Té importància comercial. Els seus fruits madurs polvoritzats són l'anomenat "pebre japonès" o kona-zanshō, en japonès:粉ざんしょう. És l'espècia estàndard per a confeccionar el plat kabayaki unagi. També forma part del shichimi.

## Descripció
Aquest arbret floreix d'abril a maig amb inflorescències de color groc. És una planta dioica, les plantes femelles proporcionen fruits de 5 mm de diàmetre. Es cultiven les varietats sense espines (Asakura sansho). Es cullen de setembre a octubre.

## Ús medicinal
En la medicina xinesa tradicional es fan servir les closques dels fruits.
Contenen geraniol, dipentè, citral, etc.